# 발렌티나 리시차

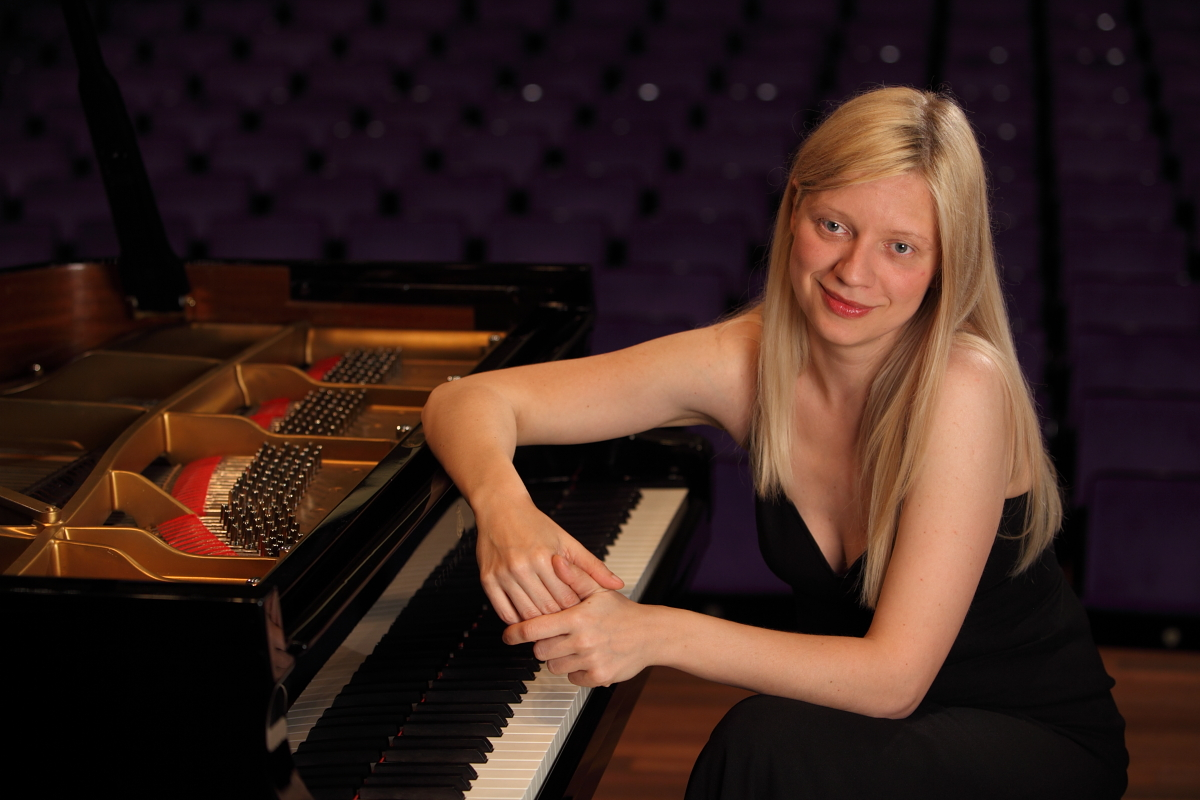
발렌티나 리시차

발렌티나 리시차(우크라이나어: Валентина Лисиця, 1973년 12월 11일 ~ )는 우크라이나 태생 미국의 피아노 연주자이다.

## 생애
우크라이나 키예프 출신이다. 3살 때부터 피아노를 시작했으며 이듬해 독주회를 가졌다. 리센코 영재음악원에 다니다가 키예프 콘서바토리에서 루드밀라 츠비에르코에게서 가르침을 받았다. 1991년 머레이 드라노프 듀오 피아노 콩쿠르에서 우승하면서 미국으로 이주하게 된다.
2007년 처음 유튜브에 연주 영상을 올린 것을 시작해서 프레데릭 쇼팽의 연습곡 전곡 영상 시리즈로 주목을 받게 된다. 2010년 런던 심포니 오케스트라와 함께 세르게이 라흐마니노프의 피아노 협주곡을 녹음하였다.